# Dicksonia herbertii
Dicksonia herbertii là một loài dương xỉ trong họ Dicksoniaceae. Loài này được W. Hill mô tả khoa học đầu tiên..
Danh pháp khoa học của loài này chưa được làm sáng tỏ. 